# Schoenus scheuchzeri
Schoenus scheuchzeri är en halvgräsart som beskrevs av Christian Georg Brügger. Schoenus scheuchzeri ingår i släktet axagssläktet, och familjen halvgräs. Inga underarter finns listade i Catalogue of Life.